# 665
El 665 (DCLXV) fou un any comú començat en dimecres del calendari julià.

## Esdeveniments
- El califa omeia, Muàwiya I, envia una gran host contra l'Exarcat d'Àfrica en auxili del traïdor Gennadi, que mor en arribar a Alexandria.[1]